# Ahmad Husajn
Ahmad Abbas Husajn (arab. أحمد عباس حسين) – egipski zapaśnik walczący w obu stylach. Złoty medalista igrzysk afrykańskich w 1978. Mistrz Afryki w 1984; wicemistrz w 1982 i 1986, a trzeci w 1981. Siódmy na igrzyskach śródziemnomorskich w 1991. Szósty w Pucharze Świata w 1982 i piąty w 1985 roku.